# Àntrax (furunculosi)
Un àntrax [benigne] o furunculosi [localitzada] és un cúmul de punts de supuració causat per una infecció bacteriana, més comunament amb Staphylococcus aureus o Streptococcus pyogenes. La presència d'un àntrax és un signe que el sistema immunitari està actiu i que lluita contra la infecció. La infecció és contagiosa i es pot estendre a altres zones del cos o a altres persones; les persones que viuen a la mateixa residència poden desenvolupar àntrax al mateix temps. A principis del segle xxi, la infecció amb Staphylococcus aureus resistent a la meticil·lina (MRSA) es va fer més comuna.
No s'ha de confondre amb el carboncle o àntrax maligne.

## Signes i símptomes
El cúmul de punts de supuració són deguts a un exsudat purulent (neutròfils morts, bacteris fagocitats i altres components cel·lulars). El líquid pot drenar-se lliurement de l'àntrax, o pot ser necessària una intervenció que impliqui una incisió i drenatge. L'àntrax pot desenvolupar-se en qualsevol lloc, però són més comuns a l'esquena i al clatell.
L'àntrax és palpable, i pot ser tan petit com un pèsol o tan gran com una bola de golf. La superfície és vermella i enfadada, semblant carbó vermell calent. La zona dels voltants està endurida per la inflamació. Més tard, la pell del centre de l'àntrax es torna més tou, apareixent pústules, que es trenquen descarregant el pus i donen lloc a un aspecte cribriforme. A mesura que es desenvolupa la infecció imminent, es pot produir picor. Hi sol haver eritema i irritació de la pell localitzat, i la zona sol ser dolorosa quan es toca. De vegades poden aparèixer símptomes més greus, com fatiga, febre, calfreds i malestar general, ja que el cos lluita contra la infecció.